# Anna Czerny
Anna Czerny (* 28. Januar 1902 in Wiener Neustadt; † 26. März 1992 ebenda) war eine österreichische Politikerin (SPÖ).
Anna Czerny entstammte einer kinderreichen Eisenbahnerfamilie. Nach Volks- und Bürgerschule besuchte sie einen Lehrkurs für Bürotätigkeit und arbeitete als Stenotypistin. 1920 trat sie in die Sozialdemokratische Arbeiterpartei ein. Von 1930 bis 1934, 1946 bis 1952 und 1960 bis 1965 war sie Mitglied des Gemeinderates der Stadt Wiener Neustadt, von 1952 bis 1960 Mitglied des Stadtrates. Von 1949 bis 1959 war sie Abgeordnete zum Landtag von Niederösterreich, von 1959 bis 1968 Abgeordnete zum Nationalrat. in Wiener Neustadt ist die Anna Czerny-Gasse nach ihr benannt.